# Dicranota rainierensis
Dicranota rainierensis är en tvåvingeart som beskrevs av Alexander 1968. Dicranota rainierensis ingår i släktet Dicranota och familjen hårögonharkrankar. Inga underarter finns listade i Catalogue of Life.